# Enric II el Jove
Enric el Jove Plantagenet, (28 de febrer, 1155 - 11 de juny, 1183) era el segon dels cinc fills d'Enric II d'Anglaterra i Elionor d'Aquitània. Fou hereu d'Anglaterra, duc de Normandia i comte d'Anjou, Maine i Turena.
El 1169 es va procedir al repartiment dels béns d'Enric II d'Anglaterra entre els seus fills: el gran, Enric va rebre Anglaterra, Normandia, Anjou, Maine i Turena; el segon Ricard Cor de Lleó va rebre Poitou, Perigord, Llemosí i Gascunya; i el tercer Jofré que es va casar amb l'hereva de Bretanya, Constança. Quan poc després va néixer un quart fill no li tocava res, i per això va ser conegut com a Joan sense terra. El 1172 el rei Enric II va decidir dotar al seu quart fill, amb els senyorius de Chinon, Loudun i Mirebeau, que s'havien de segregar de la part que havia correspost en el repartiment de 1169 al fill gran Enric. Aquest va haver d'acceptar però es va molestar i no va tardar a revoltar-se.
Des 1173 els fills del rei Enric, Ricard i Jofré amb el suport de Guillem el Lleó d'Escòcia, de Felip de Flandes i de Mateu de Boulogne, es van revoltar. El rei Lluís VII de França havia instigat també als fills a la revolta, igual que la mare dels tres Elionor d'Aquitània. A França els va ajudar el comte d'Angulema, i els senyors de Mauléon, Taillebourg, Lezay, Rochefort i Lusignan. Però els aliats no van actuar coordinats i Guillem el Lleó fou fet presoner i va haver de signar el tractat de La Falaise (1174). Enric va passar al Poitou l'estiu del 1174 i va ocupar el centre de la rebel·lió, la ciutat de Saintes, així com d'altres castells. Els senyors del Poitou es van sotmetre. El setembre de 1174 Enric II va signar amb Lluís VII de França la pau de Montlouis (prop de Tours). Va perdonar als seus fills però va enviar a la seva dona Leonor a Anglaterra en residència vigilada
El 1183 Enric i son germà Jofré es van aliar per fer la guerra a l'altre germà Ricard cor de Lleó de Poitou, però ben aviat els tres germans van acordar la pau.
El 1183 Enric el Jove va morir de disenteria. Prop de Castell de Martel a la Turena, durant la rebel·lió contra el seu pare i el germà Ricard. Es diu que en el seu llit de mort demanava que es reconciliés amb el seu pare, però el rei Enric II, que tenia por d'un truc, es negava a veure'l. Després d'algun drama, Enric el Jove va ser enterrat finalment a la catedral de Rouen, on la seva tomba es pot veure al costat oposat de l'altar del seu germà petit, Ricard el Jove, amb qui estava sempre barallat.